# Evangelicko-augsburská církev v Polské republice
Evangelicko-augsburská církev v Polské republice (polsky Kościół Ewangelicko-Augsburski w Rzeczypospolitej Polskiej) je luteránská denominace v Polsku. 
Má přibližně 61 tisíc členů, což z ní činí největší polskou protestantskou církev. Je jedinou luterskou církví v Polsku. Je členem Světové luterské federace, Světové rady církví, Konference evropských církví a Polské ekumenické rady.
Její hlavní sídlo je ve Varšavě. Člení se na šest diecézí a 133 farností. Jako logo používá variantu Luterské růže. Vydává časopis Zwiastun Ewangelicki.
Biskupem církve je od roku 2016 Jerzy Samiec.